# Paramount en parade
Paramount en parade è un film del 1930 diretto da Charles de Rochefort, promosso dalla rivista francese di cinema Paramount revue.

## Trama
Sul modello delle analoghe produzioni hollywoodiane in lingua inglese (Paramount on Parade) e in lingua spagnola (Galas de la Paramount), il film è finalizzato alla promozione del cinema in Europa, che in quegli anni era diventato sonoro. È una rassegna di varietà con i migliori nomi internazionali dell'epoca acquisiti dalla Paramount, come i cantanti-attori Maurice Chevalier e Nino Martini.

## Produzione
Il film fu prodotto da Les Studios Paramount negli stabilimenti di Joinville presso Parigi.

## Distribuzione
Distribuito dalla Les Films Paramount, fu presentato in prima a Parigi il 5 dicembre 1930.